# Эдуар, Одсонн
Одсо́нн Эдуа́р (фр. Odsonne Édouard; 16 января 1998, Куру, Французская Гвиана) — французский футболист, нападающий английского клуба «Кристал Пэлас», выступающий на правах аренды за клуб «Лестер Сити».
Является выпускником академии «Пари Сен-Жермен». В 2016 году, так и не проведя ни одного матча за парижскую команду, был отдан в аренду другому клубу французской Лиги 1 — «Тулузе». Год спустя на правах аренды перешёл в клуб чемпионата Шотландии «Селтик», куда впоследствии и перешёл на постоянной основе.
Представлял сборную Франции на различных молодёжных уровнях, в 2015 году в составе сборной до 17 лет выиграл чемпионат Европы среди юношей, а также был признан самым ценным игроком, получил «Золотой мяч» и «Золотую бутсу» данного турнира.

## Клубная карьера

### «Пари Сен-Жермен»

#### Молодёжные команды
Одсонн Эдуар родился в городе Куру, находящемся во французском департаменте Гвиана. Присоединился к академии «Пари Сен-Жермен» в 2011 году из академии футбола «Бобиньи». В сезоне 2013/14 стал лучшим бомбардиром молодёжной команды своего клуба (до 17 лет), забив 25 голов в 22 матчах молодёжного первенства. В сезоне 2014/15 сыграл два матча в Юношеской лиге УЕФА.
В сезоне 2015/16 Одсонн проводил матчи как в команде до 19 лет, так и в фарм-клубе «Пари Сен-Жермен» из четвёртого по силе дивизиона Франции. В 2015 году был признан самым талантливым игроком академии «парижан» по версии болельщиков. Вместе со своим клубом вышел в финал Юношеской лиги 2015/16, однако французская команда не смогла противостоять английскому «Челси», проиграв со счётом 2:1.
27 апреля 2016 года Эдуар подписал свой первый профессиональный контракт с «Пари Сен-Жермен». Был включён в состав команды на предсезонный турнир сезона 2016/17. На 79-й минуте матча против «Лестера» впервые вышел на поле в составе «Пари Сен-Жермен» в неофициальном турнире, а также забил гол, доведя счёт матча до разгромного значения — 4:0. По итогам этого матча «парижане» стали победителями данного предсезонного кубка.

#### Аренда в «Тулузу»
8 августа 2016 года Эдуар присоединился к «Тулузе» на правах сезонной аренды. 14 августа 2016 года произошёл его дебют, Одсонн вышел на поле в матче против «Марселя», на 74-й минуте заменив Иссиагу Силлу. Матч закончился ничьей со счётом 0:0. Свой первый гол на профессиональном уровне француз забил 19 ноября в матче против «Меца» (1:2).
30 марта 2017 года Одсонн был заподозрен в том, что ранее выстрелил в прохожего из травматического оружия, ранив его в голову. В результате этого инцидента он был допрошен полицией, а арендное соглашение с «Тулузой» было досрочно расторгнуто. На этот момент Эдуар провёл за клуб 17 матчей и забил в них один гол. Позже выяснилось, что его партнёр по команде, Матье Кафаро, признался, что именно он стрелял из ружья, однако позднее он отказался от своих показаний. 13 июня прокурор Тулузы потребовал, чтобы к Эдуару было применено наказание в качестве четырёхмесячного условного заключения и штрафа в размере шести тысяч евро за его участие в этом инциденте. Эдуар утверждал, что именно Кафаро произвёл выстрел, в то время как сам Кафаро утверждал, что его не было в машине, из которой он был произведён. 4 июля Эдуар был приговорён к четырём месяцам условного заключения, а также выплате ранее установленного штрафа и денежном возмещении ущерба пострадавшему в размере двух тысяч евро.

### «Селтик»

#### Аренда из «Пари Сен-Жермен»
31 августа 2017 года Одсонн Эдуар на правах аренды перешёл шотландский «Селтик». Дебютный мяч в составе новой команды забил 8 сентября, чем помог своей команде обыграть «Гамильтон Академикал» со счётом 4:1. 2 декабря Эдуар сделал первый в карьере хет-трик. Это произошло на стадионе «Селтик Парк», в матче против «Мотеруэлла». Три дня спустя дебютировал в Лиге чемпионов, заменив Муссу Дембеле в матче группового этапа против бельгийского «Андерлехта».
11 марта 2018 года забил победный гол на 69-й минуте игры против «Рейнджерс» (3:2).. 29 апреля забил ещё два гола против того же соперника, что позволило «Селтику» выиграть седьмой подряд чемпионский титул. В конечном итоге француз провёл 29 матчей за клуб во всех турнирах, в которых ему удалось забить 11 мячей.

#### Переход на постоянной основе
15 июня 2018 года Эдуар полноценно перешёл в «Селтик», подписав с этим клубом четырёхлетний контракт. Клуб назвал цену, заплаченную за игрока, самой высокой в своей истории, однако конкретная стоимость не разглашалась. Предыдущий рекорд трансферной стоимости при переходе в стан шотландской команды установили Крис Саттон и Джон Хартсон, перешедшие за 6 миллионов фунтов в 2000 и 2001 годах соответственно, а значит сумма, заплаченная за Эдуара, должна превышать это значение. В июле этого же года Эдуар был включён в список ста номинантов на награду «Golden Boy». Одсонн стал единственным футболистом из чемпионата Шотландии в данном списке. Француз забил первый гол после перехода в клуб на постоянной основе уже в дебютном матче нового сезона, благодаря чему «Селтик» победил «Алашкерт» со счётом 3:0 в первом квалификационном раунде Лиги чемпионов 2018/19. Французский футболист продолжил свою голевую серию и в следующем раунде против норвежского «Русенборга» (3:1). Главный тренер команды Брендан Роджерс похвалил Эдуара за его выступления, назвав его нападающим высокого класса.
25 мая 2019 года Эдуар оформил дубль в матче против «Харт оф Мидлотиан», позволив своему клубу одержать победу в Кубке Шотландии и выиграть третий «требл» подряд, включающий в себя помимо победы в Кубке Шотландии победу в чемпионате Шотландии и Кубке шотландской лиги.
В ноябре француз получил травму, из-за которой возникли опасения по поводу того, что он может пропустить финал Кубка лиги, однако француз всё же принял участие в матче, выйдя на поле по его ходу со скамейки запасных. По итогам сезона 2019/20 Одсонн Эдуар был признан лучшим бомбардиром шотландской лиги, досрочно завершённой из-за пандемии коронавирусной инфекции COVID-19.

## Карьера в сборной
Одсонн Эдуар дебютировал в юношеской сборной Франции (до 17 лет) 25 октября 2014 года в отборочном матче к чемпионату Европы со сверстниками из Македонии. Форвард вышел на замену во втором тайме и забил третий гол своей команды. В следующем матче (против Кипра) Эдуар дважды поразил ворота соперника и лишь в третьей игре (с англичанами) ушёл с поля без гола.
К моменту начала юношеского чемпионата Европы на счету нападающего было 7 матчей за сборную, и он был включён в состав команды на турнир. На чемпионате Европы Одсонн Эдуар забил 8 голов, в том числе 3 — в финальном матче.

## Статистика выступлений
| Клуб             | Сезон            | Лига | Лига | Кубки | Кубки | Еврокубки | Еврокубки | Прочие | Прочие | Всего | Всего |
| Клуб             | Сезон            | Игры | Голы | Игры  | Голы  | Игры      | Голы      | Игры   | Голы   | Игры  | Голы  |
| ---------------- | ---------------- | ---- | ---- | ----- | ----- | --------- | --------- | ------ | ------ | ----- | ----- |
| Тулуза (аренда)  | 2016/17          | 16   | 1    | 1     | 0     | —         | —         | —      | —      | 17    | 1     |
| Селтик           | → 2017/18        | 22   | 9    | 4     | 2     | 3         | 0         | 0      | 0      | 29    | 11    |
| Селтик           | 2018/19          | 32   | 15   | 7     | 3     | 13        | 5         | 0      | 0      | 52    | 23    |
| Селтик           | 2019/20          | 27   | 22   | 7     | 1     | 13        | 6         | 0      | 0      | 47    | 29    |
| Селтик           | 2020/21          | 31   | 18   | 2     | 0     | 7         | 4         | 0      | 0      | 40    | 22    |
| Селтик           | 2021/22          | 4    | 2    | 1     | 1     | 6         | 0         | 0      | 0      | 11    | 3     |
| Селтик           | Итого            | 116  | 66   | 21    | 7     | 42        | 15        | 0      | 0      | 179   | 88    |
| Всего за карьеру | Всего за карьеру | 132  | 67   | 22    | 7     | 42        | 15        | 0      | 0      | 196   | 89    |

1. ↑  Кубок Франции, Кубок французской лиги, Кубок Шотландии, Кубок шотландской лиги.
2. ↑  Лига чемпионов УЕФА, Кубок УЕФА.

## Достижения

### Командные
«Селтик»
- Чемпион Шотландии (3): 2017/18[27], 2018/19[44], 2019/20[45]
- Обладатель Кубка Шотландии: 2018/19[46]
- Обладатель Кубка шотландской лиги (2): 2018/19[47], 2019/20[37]

«Кристал Пэлас»
- Обладатель Суперкубка Англии: 2025

Сборная Франции (до 17 лет)
- Чемпион Европы среди юношей (до 17 лет): 2015[48]

### Личные
- Самый ценный игрок юношеского чемпионата Европы по футболу (до 17 лет): 2015[49]
- Обладатель «Золотого мяча» юношеского чемпионата Европы по футболу (до 17 лет): 2015
- Обладатель «Золотой бутсы» юношеского чемпионата Европы по футболу (до 17 лет): 2015[50]
- Самый талантливый игрок академии «Пари Сен-Жермен» по версии болельщиков (Titi d’Or): 2015[8]